# الكباب (السياني)

تعديل مصدري - تعديل

الكباب هي إحدى قرى عزلة العربيين بمديرية السياني التابعة لمحافظة إب، بلغ تعداد سكانها 187 نسمة حسب تعداد اليمن لعام 2004.